# Emre
Az Emre török férfinév, szó szerinti jelentése: „szerelmes” (más értelmezések szerint "barát"). A középkorban a bárdokat, költőket nevezték így; a legismertebb bárd Yunus Emre volt. A hiedelmekkel ellentétben nincs köze a magyar Imre névhez, valószínűleg egymástól függetlenül alakultak ki.

## Híres Emrék
- Emre Altuğ –  popénekes
- Emre Aşık – a Galatasaray S.K. labdarúgója
- Emre Ayan – török színész
- Emre Aydın – rockénekes
- Emre Aygün – török labdarúgó
- Emre Baransel – török zenész
- Emre Belözoğlu – a Newcastle United F.C. labdarúgója
- Emre Güngör – labdarúgó
- Emre Şen – zongoraművész
- Yunus Emre – 13. századi költő, bárd, dervis